# Tarsomys apoensis
Espèce
Statut de conservation UICN

 LC  : Préoccupation mineure
 Tarsomys apoensis est une espèce de rongeur de la famille des Muridae, du genre Tarsomys endémique des Philippines.

## Taxonomie
L'espèce est décrite pour la première fois par le naturaliste américain Edgar Alexander Mearns en 1905.

## Distribution et habitat

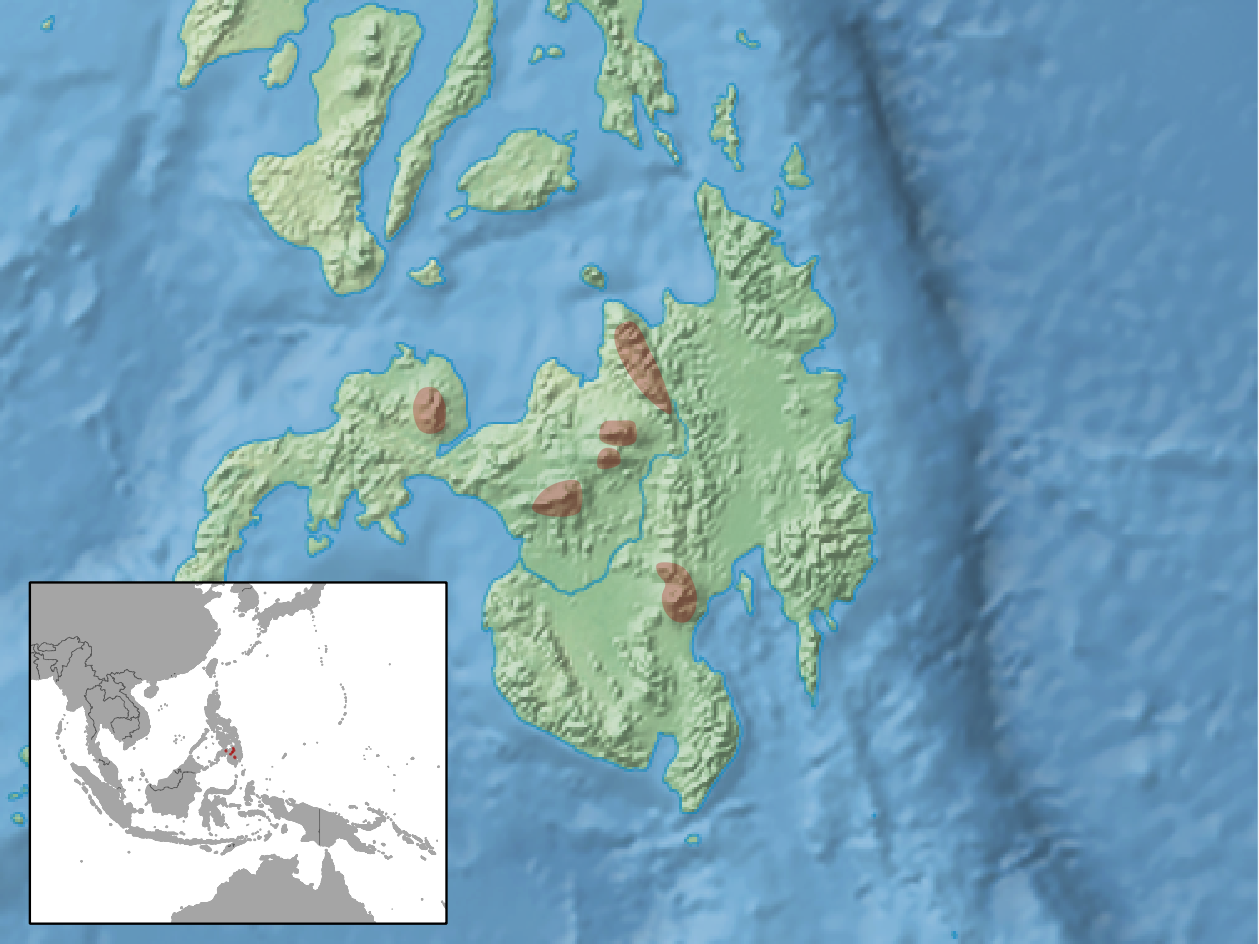
Répartition de l'espèce.

L'espèce est présente sur l'île de Mindanao aux Philippines, plus particulièrement les sommets des provinces de Bukidnon, Davao du Sud, Misamis occidental, Misamis oriental et Zamboanga du Nord.

## Menaces
L'Union internationale pour la conservation de la nature la distingue comme espèce de « Préoccupation mineure » (LC) sur sa liste rouge.